# 1027
Початок Високого Середньовіччя •  Епоха вікінгів •  Золота доба ісламу •  Реконкіста •  Київська Русь

## Геополітична ситуація
Візантію очолює Костянтин VIII. Конрад II є імператором Священної Римської імперії.
Королем Західного Франкського королівства є, принаймні формально, Роберт II Побожний.
Апеннінський півострів розділений між численними державами: північ належить Священній Римській імперії, середню частину займає Папська область, на південь від Римської області лежать невеликі незалежні герцогства, півдненна частина півострова належать Візантії. Південь Піренейського півострова займає Кордовський халіфат, охоплений міжусобицею. Північну частину півострова займають християнські королівство Леон (Астурія, Галісія), де править Альфонсо V, Наварра (Арагон, Кастилія) та Барселона. Канут Великий є королем Англії й Данії.
У Київській Русі княжить Ярослав Мудрий. У Польщі править Мешко II В'ялий. У Хорватії триває правління Крешиміра III. Королівство Угорщина очолює Стефан I.
Аббасидський халіфат очолює аль-Кадір, в Єгипті владу утримують Фатіміди, в Середній Азії — Караханіди, у Хорасані — Газневіди. У Китаї продовжується правління династії Сун. Значними державами Індії є Пала, Пратіхара, Чола. В Японії триває період Хей'ан.

## Події
- 14 травня відбулася коронація французького короля Генріха І, як співправителя батька Роберта II Побожного.
- У Римі Конрада II офіційно короновано імператором Священної Римської імперії.
- Польща зазнала поразки від Угорщини в боротьбі за Словаччину.
- Пандульф IV (князь Капуанський) розгромив і змістив з престолу неаполітанського дуку Сергія IV.
- Після невдалого походу проти Данії норвезькі війська були розбиті данським королем Канутом Великим. Внаслідок цього святий Олаф втік до Новгорода.
- Каталонський правитель Рамон Баранґе І Старий запровадив систему так званого «Миру Божого» (лат. Pax et Treuga Dei), чим змусив місцевих феодалів обмежувати свої міжусобні війни.
- Початок правління Боніфація IV в Тоскані.
- Початок правління Гваймара IV в Салернському князівстві.
- Початок правління Баграта IV в Грузії.
- Початок правління Хішама III — останнього халіфа Кордовського халіфату.
- Ймовірно (можливо, 1026), початок правління герцога Феррі III у Лотарингії.
- Генріх ІІІ став герцогом Баварії;
- закінчення регентства гаетанської герцогині Емілії при Іоанні V;
- Перша згадка про замок Кібург (Швейцарія);
- Англійський релігійний діяч англосаксонського періоду Елдред став абатом Тевістоку, монастиря у північно-західній Англії.

## Народились
- Святослав Ярославич — князь чернігівський (1054—1073), київський (22 березня 1073—27 грудня 1076), син Ярослава I Мудрого.
- Вільгельм I Завойовник — перший норманський король Англії з 1066.
- Ернст — маркграф Австрії (1055—1075) з династії Бабенбергів.

## Померли
- Георгій I Багратіоні — цар Картлі, Кахетії та Абхазії.
- Гваймар III — князь Салернський.
- Клемент, єпископ Крушвицький або Куявський
- Раньє — маркграф Тосканський.
- Фудзівара но Мітінаґа — японський політичний діяч, аристократ середини періоду Хей'ан.